# خافييرا تورو
خافييرا باز تورو إيبارا (من مواليد 22 أبريل 1998) هي لاعبة كرة قدم تشيلية تلعب كمدافعة لنادي الدوري الإسباني إشبيلية والمنتخب التشيلي النسائي.

## روابط خارجية
- خافييرا تورو على موقع الاتحاد الدولي (مؤرشف)  (الإنجليزية)
- خافييرا تورو على موقع قاعدة بيانات كرة القدم.إي يو (الإنجليزية)
- خافييرا تورو على موقع Soccerway.com (الإنجليزية)
- خافييرا تورو على موقع أوليمبيديا (الإنجليزية)